# As-Sajjid Ali
As-Sajjid Ali (arab. السيد علي) – wieś w Syrii, w muhafazie Aleppo. W 2004 roku liczyła 468 mieszkańców.